# Mojo Club
Der Mojo Club ist ein Musik-Club auf der Reeperbahn in Hamburg. Der Club wurde 1989 gegründet und galt bis zu seiner Schließung im Jahr 2003 als Vorreiter im Bereich moderner Breakbeat-orientierter Klänge wie Acid Jazz und hatte eine große Bedeutung für den Dancefloor Jazz. Der 2013 wiedereröffnete Club bietet auf zwei Ebenen Platz für bis zu 800 Besucher und wird vermehrt auch als Veranstaltungsort für Konzerte genutzt. Der Club befindet sich weiterhin in der Reeperbahn 1, nun unterhalb der von Hadi Teherani entworfenen Tanzenden Türmen gelegen.

## Neueröffnung
2013 gelang es den Betreibern, den Mojo Club nach zehnjähriger Abwesenheit an gleicher Stelle wieder zu eröffnen. Seitdem konnte der Mojo Club an seine Bedeutung aus den 1990er-Jahren anknüpfen und sie auch international weiter ausbauen. Inzwischen finden auch vermehrt Konzerte im Mojo Club statt. Obwohl im alten Mojo Club viele bekannte Künstler auftraten, war der Veranstaltungsort nicht speziell für Live-Musik ausgelegt. Bei der Renovierung des Clubs wurde besonderer Wert auf die technischen Anforderungen für Live-Auftritte geachtet, so dass der Club über hervorragende Soundqualität und Akustik bietet.
In den neuen Räumlichkeiten traten bisher u. a. auf: Paul Weller, Pete Rock, Anderson .Paak, Thundercat, Sons of Kemet, Kokoroko, Robert Glasper, Lamb, Mulatu Astatke, Loyle Carner, BadBadNotGood, Nouvelle Vague, The Mighty Mocambos, Mr. Scruff, Talib Kweli, Incognito, Tosca, Brandt Brauer Frick, Xzibit, Hiatus Kaiyote, OG Keemo, Digitalism, Hot Chip, Alice Russell, Toro y Moi, Ursula Rucker, Mine, Marc Rebillet, Matt Corby, Jordan Rakei, Bodi Bill, Nick Waterhouse, Ghostface Killah & Tyler, the Creator, Tom Misch, Nubya Garcia, FKA Twigs, Sevdaliza, Dua Lipa, Snarky Puppy, The Streets, Janelle Monáe, Celeste.

## Geschichte bis zur Schließung

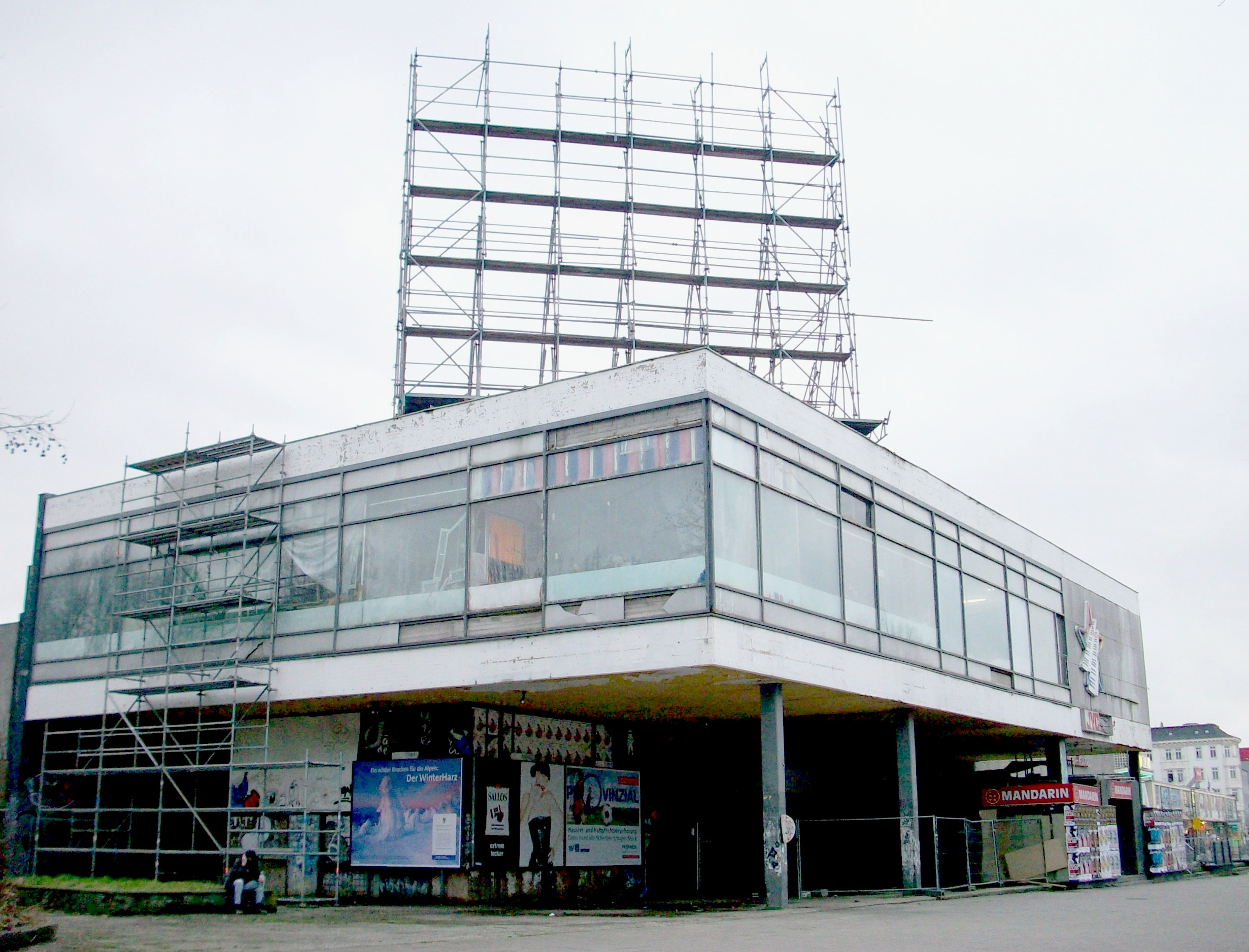
Ehemaliges Gebäude des Mojo Clubs

Oliver Korthals und Leif Nüske gründeten den Mojo Club 1989. Die ersten Partys veranstalteten sie im Holthusenbad und in der Prinzenbar. Der Club zog 1991 in ein ehemaliges Bowlingcenter am östlichen Ende der Hamburger Reeperbahn. Sowohl diese Location als auch das Logo – bestehend aus einem von Zacken umkränzten, schwarzen M – waren optisch stilprägend. Nachdem schon der Club „Beatbox“ in Wuppertal wichtige Persönlichkeiten der Acid-Jazz-Szene aus England anzog, wurde auch der Mojo Club ein Knotenpunkt für internationale Künstler des Genres.
Zu den ersten Künstlern, die auftraten, zählten: Gilles Peterson, Massive Attack, Moloko, Nightmares on Wax, James Lavelle, Roy Ayers, Sugarhill Gang, Propellerheads, Pizzicato Five, Roni Size, Goldie, E-Z Rollers, Kruder & Dorfmeister, Faithless, Black Eyed Peas, D12 feat. Eminem.
Neben den regelmäßig veranstalteten „Electric-Mojo“- und „Dancefloor-Jazz“-Clubnächten in diesen Jahren gab es zahlreiche Projekte, die verschiedene Kultur- und Kunstprogramme in dem Club zusammenführten, darunter die seit 1993 stattfindenden Lesungsreihen Urban Poetry und Macht Club oder die Movie Extravaganza. Außerdem war das von Raphaël Marionneau gegründete „Le Café Abstrait“ seit 1996 ein Wegbereiter des „Chillout“-Sound.
Von 1992 bis 1997 betrieb der Mojo Club in Hamburg zwei Modeläden namens „Mojo – The Shop“.
Der Mojo Club musste im April 2003 schließen, das Gebäude wurde im November 2009 abgerissen.

## Architektur
Der Mojo Club eröffnete 2013 in den gemeinsamen Untergeschossen der Tanzenden Türme. Diese wurden von 2009 bis 2012 nach einem Wettbewerbsentwurf von Hadi Teherani errichtet. Der Eingang zum Club ist auf dem Vorplatz der Reeperbahn 1 eingelassen und er kann durch zwei mit dem Mojo "M" verzierte hydraulisch betätigte Bodentore betreten werden. Daneben liegt im Erdgeschoss der Tanzenden Türme das Mojo Jazz Café.
Die von Thomas Baecker gestaltete Innenarchitektur des zweistöckigen Clubs ist auf zwei Etagen in einer Rundform angelegt. Sein Zentrum bilden die Tanzfläche und die große Bühne, umgeben von zwei aus Beton gefertigten Bars. Im oberen Bereich befindet sich eine geschwungene Empore für Zuschauer.
Trotz des viel verwendeten Betons, das an die frühere Inkarnation des Clubs erinnert, kam auch Holz vermehrt zum Einsatz, so dass der Club nicht kalt wirkt. Holz bildet nicht nur das Material für den Tanzboden, sondern auch für die Wandverkleidungen und raumhohe perforierte, drehbare Lamellen. Diese können flexibel verwendet werden, um den Raum zu strukturieren und den Schall zu dämpfen.
Zur eher minimalistisch gehaltenen Einrichtung passt, dass grundsätzlich keine Sponsoren- oder Werbelogos im Club oder auf dessen Inventar abgebildet werden.

## Diskografie
Als wichtigste Exportgüter des Mojo Clubs etablierten sich die Musik-Compilations, die ab 1992 auf CD und Vinyl veröffentlicht wurden. Seit der ersten Ausgabe erfreuten sich die von Oliver Korthals zusammengestellten Sampler aus Soul, Jazz, Bossa Nova, Disco und Funk großer Beliebtheit.
Dancefloor Jazz 1992–2008
Das Plattenlabel Universal Records brachte eine Sampler-Reihe mit dem Titel Mojo Club Presents Dancefloor Jazz heraus, von der zwischen 1992 und 2005 insgesamt zwölf Folgen publiziert wurden; Folge 13 wurde 2008 von Edel Records veröffentlicht.
2013 wurden die Mojo Club Presents Dancefloor Jazz Compilations von Universal als limitierte Vinyl Edition erneut veröffentlicht.
Der Konzertmitschnitt „Joyce Live at the Mojo Club“ kann musikalisch den Dancefloor Jazz Veröffentlichungen zugerechnet werden.
Electric Mojo, Remix Alben 1997–2008

Inhaltlich können die beiden Reihen Electric Mojo und The Remix Album, sowie die Tonträger von Michael Sauer, Pulser SG und Rogue Soul der breakbeat-orientierten Clubreihe Electric Mojo zugeordnet werden.
The Mojo Club Sessions – ab 2014

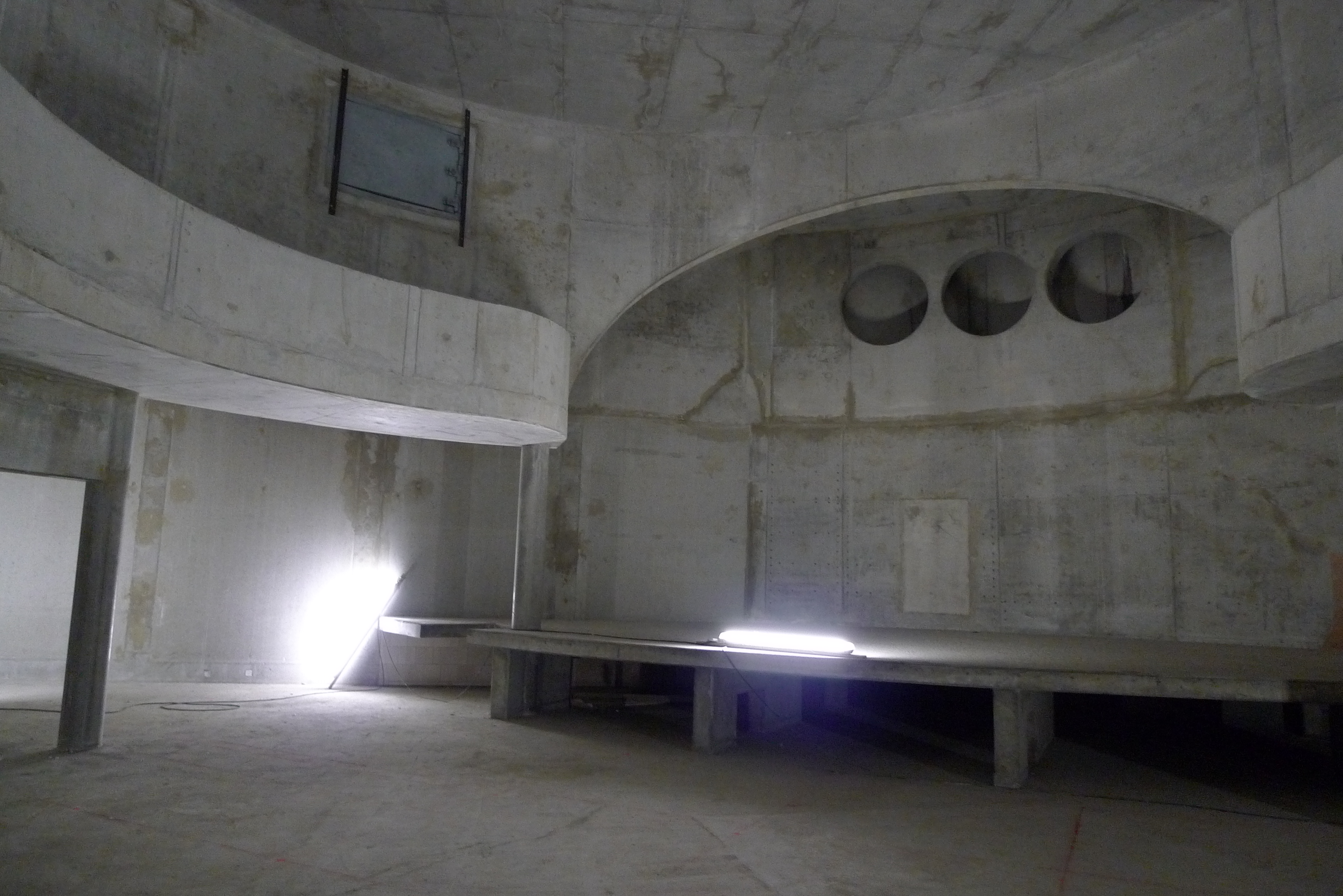
Der neue Mojo Club im Rohbau im Juli 2012 in den Tanzenden Türmen

Bei dieser in Kooperation mit Edel Records veröffentlichten Serie handelt es sich um rein analoge Aufnahmen. Von den Mikrophonen über den Mitschnitt auf Studer- oder Nagra-Tonband-Maschinen, bis zum Mastering und dem Schnitt des Musiksignals in die Lackfolie wird auf digitale Hilfsmittel verzichtet. Die Aufnahmen für diese Serie werden vor Ort und während des Entstehens der Musik von bis zu 18 Kanälen direkt auf die beiden Stereospuren gemischt. Die Veröffentlichung erfolgt nur auf Schallplatte.
Gesamtkatalog
- Mojo Club Presents Dancefloor Jazz, (1992) CD, LP
- Mojo Club Presents Dancefloor Jazz, Vol. 2 „For What It’s Worth“ (1993) CD, LP
- Mojo Club Presents Dancefloor Jazz, Vol. 3 „Work to Do“ (1994) CD, 2LP
- Mojo Club Presents Dancefloor Jazz, Vol. 4 „Light My Fire“ (1995) CD, LP
- Joyce – „Joyce Live at the Mojo Club“ (1995) CD, LP
- Mojo Club Presents Dancefloor Jazz, Vol. 5 „Sunshine of Your Love“ (1996) CD, 2LP
- Mojo Club Presents Dancefloor Jazz, Vol. 6 „Summer in the City“ (1997) CD, LP
- Electric Mojo, Vol. 1 „The New Format Jazz Sessions“ (1997) CD, LP
- Electric Mojo, Vol. 2 „Are Friends Electric?“ (1998) CD, LP
- Mojo Club Presents Dancefloor Jazz, Vol. 7 „Give Me Your Love“ (1998) CD, 2LP
- Mojo Club Presents Dancefloor Jazz, Vol. 8 „Love the One You're With“ (1999) CD, 2LP
- The Remix Album (1999) CD, 2LP
- Mojo Club Presents Dancefloor Jazz, Vol. 9 „Never Felt So Free“ (2000) CD, 2LP
- Mojo Club Presents Dancefloor Jazz, Vol. 10 „Love Power“ (2001) CD, 2CD, 3LP
- The Remix Album, Part 2(2001) CD, 2LP
- Michael Sauer vs. Phoneheads „Why and How“ (2001) CD Single
- Pulser SG – „How Do You Want It“ (2001) CD Single
- Mojo Club Presents Dancefloor Jazz, Vol. 11 „Right Now“ (2002) CD, 2LP
- Electric Mojo, Vol. 3 (2002) CD
- Mojo Club Presents Dancefloor Jazz, Vol. 12 „Feeling Good“ (2005) CD, 2LP
- Mojo Club Presents Dancefloor Jazz, Vol. 13 „If You Want My Love“ (2008) CD, 2LP
- Rogue Soul – „Rogue Soul“ (2008) CD
- Shantel & Bucovina Club Orkestar – „The Mojo Club Session“ (2014) 2LP